# Portu
Cristian Portugués Manzanera (Múrcia, 21 de maio de 1992), mais conhecido como Portu, é um futebolista espanhol que atua como meia ou ponta. Atualmente, defende o Girona Futbol Club.

## Carreira
Portu começou a carreira no Valencia.[carece de fontes?]
Em 21 de junho de 2022, Portu foi emprestado da Real Sociedad ao Getafe até junho de 2023, com cláusula de opção de compra de 3,5 milhões de euros.

## Títulos
Real Sociedad
- Copa del Rey: 2019–20[2]